# Cauvetauropus unifibratus
Cauvetauropus unifibratus är en mångfotingart som beskrevs av Ulf Scheller 1970. Cauvetauropus unifibratus ingår i släktet Cauvetauropus och familjen fåfotingar. Inga underarter finns listade i Catalogue of Life.